# 1846
Промислова революція •  Національно-визвольні рухи • Робітничий рух •  Російська імперія

## Геополітична ситуація
У Росії править імператор Микола I (до 1855). Російській імперії належить більша частина України, значна частина Польщі, Грузія, Закавказзя, Фінляндія, Аляска, Волощина та Молдова. Україну розділено між двома державами — Королівство Галичини та Володимирії належить Австрії, Правобережжя, Лівобережжя та Крим — Російській імперії.
В Османській імперії править султан Абдул-Меджид I (до 1861). Під владою османів перебувають Близький Схід та Єгипет, Середземноморське узбережжя Північної Африки, Болгарія. Васалами османів є Сербія та Боснія.
Австрійську імперію очолює Фердинанд I (до 1848). Вона охоплює, крім власне австрійських земель, Угорщину з Хорватією, Трансильванію, Богемію, Північну Італію. Король Пруссії — Фрідріх-Вільгельм IV (до 1861). Королівство Баварія очолює Людвіг I (до 1848). Австрія, Пруссія, Баварія та інші німецькомовні держави об'єднані в Німецький союз.
У Франції королює Луї-Філіпп I (до 1848). Франція має колонії в Алжирі, Карибському басейні, Південній Америці та Індії. На троні Іспанії сидить Ізабелла II (до 1868). Королівству Іспанія належать частина островів Карибського басейну, Філіппіни. Королева Португалії — Марія II (до 1853). Португалія має володіння в Африці, Індії, Індійському океані й Індонезії.
У Великій Британії триває Вікторіанська епоха — править королева Вікторія (до 1901). Британія має колонії в Північній Америці, на Карибах та в Індії. Королівство Нідерланди очолює Віллем II (до 1849). Король Данії та Норвегії — Фредерік VII (до 1863), на шведському троні сидить Оскар I (до 1859). Італія розділена між Австрією та Королівством Обох Сицилій. Існує Папська держава з центром у Римі.
Бразильську імперію очолює Педру II (до 1889). Посаду президента США обіймає Джеймс Нокс Полк. Територія на півночі північноамериканського континенту, Провінції Канади, належить Великій Британії, територія на півдні та заході континенту належить Мексиці.
В Ірані при владі Каджари. Британська Ост-Індійська компанія захопила контроль майже над усім Індостаном. У Пенджабі існує Сикхська держава. У Бірмі править династія Конбаун, у В'єтнамі — династія Нгуєн. У Китаї володарює Династія Цін. В Японії триває період Едо.

## Події

### В Україні
- 6 січня — Тарас Шевченко написав «Заповіт»
- 6 січня — у Києві створено Кирило-Мефодіївське товариство
- У Галичині спалахнуло селянське повстання.

### У світі
- 5 січня Палата представників США проголосувала за припинення сумісного володіння Орегонським краєм з Британією.
- 10 лютого британці завдали поразки сикхам у битві біля Собраона.
- 21 лютого спалахнуло повстання польських борців за незалежність у Кракові. Воно продовжувалося до 29 лютого й було придушене австрійськими військами.
- 9 березня Перша англо-сикхська війна завершилася підписанням у Лахорі договору, за яким Кашмір перейшов під контроль Британської Ост-Індської компанії.
- 10 березня в Японії почалося правління імператора Комея.
- 25 квітня почалася американо-мексиканська війна.
- 8 травня американці виграли битву при Пало-Альто.
- 15 травня Британський парламент скасував хлібні закони.
- 14 червня Каліфорнійська республіка проголосила незалежність від Мексики.
- 15 червня підписано Орегонський договір, який встановив границю між США та британськими володіннями в Північній Америці по 49 паралелі.
- 16 червня розпочався понтифікат Пія IX.
- 22 серпня виникла Друга Федеративна республіка Мексики.
- 14 вересня Джанг Багадур захопив владу в Непалі, перебивши 40 членів королівського двору.
- 29 грудня Айова увійшла до складу США 29-м штатом.

### В суспільному житті
- Засновано Смітсонівський інститут.
- У Нью-Йорку засновано агенцію Ассошіейтед Прес.
- Засновано фірму Carl Zeiss.
- У Швеції скасували цехову систему.

### У науці
- 23 вересня Йоган Галле та Генріх Луї д'Аррест відкрили Нептун, восьму планету Сонячної системи.
- Вільям Ласселл відкрив супутник Нептуна Тритон.
- Зубний лікар Вільям Томас Грін Мортон уперше успішно застосував анестезію.
- Еліас Гоу отримав патент на швейну машинку.

### У мистецтві
- Оноре де Бальзак видав роман «Кузина Бетта».
- Почалася серіалізація роману Чарлза Дікенса «Домбі й син».
- Ектор Берліоз написав «Засудження Фауста».
- Фредерик Шопен скомпонував «Баркаролу».

## Народились
Дивись також Категорія:Народились 1846
- 28 квітня — Оскар Баклунд, шведський і російський астроном.
- 5 травня — Генрик Сенкевич, польський письменник, нобелівський лауреат (пом. 1905).
- 30 травня — Карл Петер Фаберже, російський ювелір.
- 17 липня — Миклухо-Маклай Микола Миколайович, мандрівник і етнограф, дослідник життя народів Океанії.
- 26 жовтня — Льюїс Босс, американський астроном, укладач Генерального каталогу зірок.

## Померли
Дивись також Категорія:Померли 1846
- 27 лютого — Едвард Дембовський, польський філософ, журналіст, революціонер
- 17 березня — Фрідріх Вільгельм Бессель, німецький астроном і геодезист